# El amor brujo
|  | Per a altres significats, vegeu «El amor brujo (desambiguació)». |

El amor brujo, literalment traduïble com «L'amor fetiller», és un ballet-pantomima compost per Manuel de Falla sobre un llibret de Gregorio Martínez Sierra, per a orquestra de cambra l'any 1915, i revisat per a orquestra simfònica i mezzosoprano l'any 1916.

## Orquestració
La partitura per a orquestra simfònica requereix: instruments de corda, tres flautes, oboè, fagot, dos clarinets, dues trompes, dues trompetes, campanes, timbals, percussió i piano. La durada oscil·la entre els 24 i 28 minuts segons interpretacions.

## Argument
El fantasma del seu antic amant ha tornat per turmentar la gitana Candelas. Per a poder lliurar-se completament al seu nou amor, Carmelo, troba un mitjà per a trencar el malefici i allunyar per sempre l'espectre, girant l'interès d'aquest vers una altra dona.

## Estructura
1. Introducción y escena (Introducció i escena)
2. En la cueva (A la cova)
3. Canción del amor dolido (Cançó de l'amor adolorit)
4. El aparecido (L'espectre)
5. Danza del terror (Dansa del terror)
6. El círculo magico (El cercle màgic)
7. Romance del pescador (Romanç del pescador)
8. Danza ritual del fuego (Dansa ritual del foc)
9. Escena (Escena)
10. Danza del juego del amor (Dansa del joc de l'amor)
11. Pantomima (Pantomima)
12. Canción del fuego fatuo (Cançó del foc follet)
13. Final - las campanas del amanecer (Final - Les campanes de l'alba)

## La pantomima per a orquestra de cambra
Inicialment El amor brujo va ser concebut com una «gitaneria musical» en 16 quadres, per a orquestra de cambra i cantaora (cantant de flamenc). Es tractava d'una pantomima dansada amb diàlegs i cants, en una concepció semblant a La història del soldat de Stravinski. Falla la va compondre sota comanda de la bailaora Pastora Imperio, aleshores considerada com una de les més grans ballarines de flamenc. Va ser estrenada el 15 d'abril de 1915, al Teatro Lara de Madrid, però no va obtenir èxit.
L'efectiu original estava constituït per: cantaora (Candelas) i personatges parlats, flauta (piccolo), oboè, trompa, corneta, campanes, dos primers violins, dos violins segons, dues violes, dos violoncels i dos contrabaixos.

## La versió per a orquestra simfònica
L'any 1916, Falla va revisar profundament l'obra, instrumentant-la per a orquestra simfònica amb mezzosoprano. Va suprimir les parts dialogades i no va conservar més que tres de les parts cantades. L'estrena de la nova versió va tenir lloc a Madrid, el 28 de març de 1916, per l'Orquestra Simfònica de Madrid sota la direcció d'Enrique Fernández Arbós.

## El ballet
L'any 1925, El amor brujo va ser transformat en ballet amb el mateix efectiu orquestral. Algunes parts van ser suprimides, com ara la Canción del amor dolido, i es van substituir les parts cantades de les seccions Danza del juego del amor i el final per versions instrumentals. Aquesta versió va fer-se molt popular arran de les representacions que va donar el ballet de La Argentina a París l'any 1928.

## Discografia

### Versió de cambra (1915)
- Orquestra de cambra del Teatre Lliure, dirigida per Josep Pons, cantaora Ginesa Ortega. 1991 Harmonia Mundi HMC905213

### Versió simfònica
- Orchestre de la Société des concerts du Conservatoire, dirigida per Ataúlfo Argenta, mezzosoprano Ana-Maria Iriarte. 1953 EMI 7243 5 69235 2 2
- Orquestra New Philarmonia, dirigida per Rafael Frühbeck de Burgos, mezzosoprano Nati Mistral, 1966 Decca 417 786-2
- Orquestra Philharmonia, dirigida per Carlo Maria Giulini, soprano Victòria dels Àngels EMI 7 69 037 2
- Orquestra Simfònica de Londres, dirigida per Luis Antonio Garcia Navarro,mezzosoprano Teresa Berganza, 1978 Deutsche Grammophon 429181-2
- Orchestre de la Suisse Romande, dirigida per Ernest Ansermet, mezzosoprano Marina de Gabarain, Decca 417 691-2
- Orquestra Simfònica de Barcelona, dirigida per Edmon Colomer, cantaora Esperanza Fernandez. 1996 Valois Auvidis V 4768.

## Cinematografia
Després de la versió de 1949 dirigida per Antonio Fernández-Román i la versió de 1967 dirigida per Francesc Rovira-Beleta, Carlos Saura en va dirigir una altra versió el 1986. La pel·lícula de Saura comptava amb les actuacions d'Antonio Gades, Cristina Hoyos, Laura del Sol, Juan Antonio Jiménez, Emma Penella i La Polaca, i la banda sonora estava interpretada per l'Orquestra Nacional d'Espanya, dirigida per Jesús López-Cobos i amb la participació de Rocío Jurado en les parts cantades.